# ボクの妻と結婚してください。
『ボクの妻と結婚してください。』（ぼくのつまとけっこんしてください）は、樋口卓治の小説。2012年11月15日に講談社から単行本が刊行された。2015年2月13日には講談社文庫版が発売された。
2014年に内村光良主演（木村多江と共演）で舞台化され、2015年にはNHK BSプレミアムで、同じく内村光良主演（同左）でテレビドラマ化された。2016年には織田裕二主演で映画化され、11月5日に公開された。
2015年3月に、韓国で実写映画化される予定であると報道された。

## あらすじ
バラエティ番組の放送作家の三村修治は、「楽しい」ことを追求して仕事一筋でやってきたが、余命が6か月と宣告されてしまう。遺される家族を支えてくれる人を探すことを最後の企画として立案し、妻に替わって再婚相手を探すこととなる。信頼できる仲間の手を借りながら、妻の再婚相手を探すため、三村は奔走する。

## 舞台
2014年2月27日から3月2日まで、天王洲 銀河劇場にて上演された。脚本・演出は小松純也。

### キャスト（舞台）
- 内村光良
- 木村多江
- 眞島秀和
- 入山法子
- 飯塚悟志（東京03）
- 与座よしあき
- 篠原ともえ
- 松永玲子（ナイロン100℃）
- 久ヶ沢徹

## テレビドラマ
2015年5月10日から6月14日まで毎週日曜日22時00分 - 22時45分に、NHK BSプレミアムの「プレミアムドラマ」で放送された。全6話。主演は、舞台版と同じく内村光良で、相手役も同じく木村多江が演じた。

### キャスト（テレビドラマ）
- 三村修治 - 内村光良（高校時代：福島海太、小学生時代：若林瑠海）
- 三村彩子 - 木村多江（高校時代：佐伯美奈）
- 斉藤光信 - 小泉孝太郎
- 川口葉子 - 酒井若菜
- 沖秀樹 - 吉田栄作
- 三村陽一郎 - 伊澤柾樹
- 沼田怜子 - 中村映里子
- 香取博明 - 堀内正美
- 香取和子 - 市毛良枝
- 香取冴子 - 宮澤美保
- テレビ日東社長 - 大和田獏
- 立木宏 - 筧利夫
- イカ大王　- 塚地武雅（ドランクドラゴン）[4]
- うどん屋・歌子 - 藤田弓子
- 三村美代子 - 向有美

#### ゲスト出演
第1話
- ドラマプロデューサー - 岡田義徳
- タクシー運転手 - 入江雅人

第2話
- 波田陽区（本人役）
- クールポコ（本人役）
- ムーディ勝山（本人役）

第4話
- 堀内 - 堀内健

第5話
- 放射線技師 - ベンガル

最終話
- 営業部社員 - 飯塚悟志

### スタッフ（テレビドラマ）
- 原作 - 樋口卓治『ボクの妻と結婚してください。』
- 脚本 - 岡田惠和
- 演出 - 深川栄洋
- プロデューサー - 金澤友也
- 音楽 - 平井真美子
- 主題歌 - 槇原敬之「5 minutes」（Buppuレーベル）[7]
- プロデューサー捕 - 越田香苗
- ラインプロデューサー - 荻原達
- 助監督 - 菅原丈雄、飛田一樹、佐藤匡太郎、野田健太
- 演技事務 - 原田信
- 記録 - 北濱優佳
- 制作担当 - 佐藤大樹
- 制作主任 - 小笠原寿、中島良治
- 制作進行 - 小野義法、河原佑介
- 撮影 - 石井浩一
- VE - 塩津亮児
- 照明 - 椎原教貴
- 音声 - 林大輔
- 編集 - 坂東直哉
- CG - 下鳥龍樹
- 美術 - 津留啓亮
- 美術デザイン - 鈴木隆之
- 美術進行 - 平松ちなみ
- 衣装 - 浜井貴子
- メイク - 竹下フミ
- 制作統括 - 後藤高久、黒沢淳
- 制作著作：テレパック、NHK

### 放送日程
| 放送回 | 放送日  | サブタイトル   | 備考         |
| ------ | ------- | -------------- | ------------ |
| 第1話  | 5月10日 | 幸せな男       |              |
| 第2話  | 5月17日 | 妻の恋         |              |
| 第3話  | 5月24日 | 大逆転?        |              |
| 第4話  | 5月31日 | 最後の家族旅行 |              |
| 第5話  | 6月07日 | バレちゃった!  | 5分拡大放送  |
| 最終話 | 6月14日 | ハッピーエンド | 10分拡大放送 |

| NHK BSプレミアム プレミアムドラマ                | NHK BSプレミアム プレミアムドラマ                        | NHK BSプレミアム プレミアムドラマ             |
| 前番組                                           | 番組名                                                   | 次番組                                        |
| ------------------------------------------------ | -------------------------------------------------------- | --------------------------------------------- |
| 忌野清志郎 トランジスタ・ラジオ （2015年5月3日） | ボクの妻と結婚してください。 （2015年5月10日 - 6月14日） | ある日、アヒルバス （2015年7月5日 - 8月23日） |

## 映画
三宅喜重監督、織田裕二主演により2016年11月5日に公開。東宝配給。撮影は2015年12月末にクランクアップ。

### キャスト
- 三村修治 - 織田裕二
- 三村彩子 - 吉田羊
- 伊東正蔵 - 原田泰造
- 三村陽一郎 - 込江海翔
- 片岡喜子 - 森カンナ
- 業田豊 - 眞島秀和
- 清瀬モモ - 佐藤ありさ
- 中島隆 - 前川泰之
- 三浦孝子 - 大塚千弘
- 俵屋三幸 - 小堺一機
- 荒城伊知郎 - 大杉漣
- 知多かおり - 高島礼子

### スタッフ
- 原作 - 樋口卓治『ボクの妻と結婚してください。』（講談社文庫）
- 脚本 - 金子ありさ
- 監督 - 三宅喜重
- 音楽 - 菅野祐悟
- 主題歌 - 中島美嘉「Forget Me Not」[10]
- 製作 - 横澤良雄、市川南
- 共同製作 - 永田芳男、村田嘉邦、古川公平、髙橋誠、吉川英作、荒波修
- チーフプロデューサー - 重松圭一、上田太地、春名慶
- プロデューサー - 阿部謙三、青木裕子、前田光治
- ラインプロデューサー - 大谷直哉
- 制作統括 - 山内章弘
- プロダクション統括 - 佐藤毅
- 撮影 - 清久素延
- 美術 - 金勝浩一
- 録音 - 郡弘道
- 照明 - 加藤桂史
- 編集 - 普嶋信一
- 助監督 - 中西正茂
- 製作担当 - 相良晶
- 装飾 - 岩井健志
- スクリプター - 木村晃子
- 選曲 - 泉清二
- 音響効果 - 大塚智子
- VFX - 廣田隼也
- 配給 - 東宝
- 製作プロダクション - 東宝映画
- 製作 - 映画「ボクの妻と結婚してください。」製作委員会（関西テレビ放送、東宝、アイ・エヌ・ピー、博報堂DYミュージック&ピクチャーズ、講談社、KDDI、日本出版販売、GYAO）

### テレビ放送
2018年6月19日（火曜） 21:00 - 23:03、関西テレビとその系列局で地上波初放送された（解説ナレーター：バッキー木場）。視聴率は関東地区で3.6%を記録した（ビデオリサーチ調べ）。